# Longhekou Shuiku
Longhekou Shuiku (kinesiska: 龙河口水库) är en reservoar i Kina. Den ligger i provinsen Anhui, i den östra delen av landet, omkring 81 kilometer sydväst om provinshuvudstaden Hefei. Longhekou Shuiku ligger 65 meter över havet. Arean är 39 kvadratkilometer. I omgivningarna runt Longhekou Shuiku växer i huvudsak blandskog. Den sträcker sig 10,0 kilometer i nord-sydlig riktning, och 15,1 kilometer i öst-västlig riktning.
Genomsnittlig årsnederbörd är 1 582 millimeter. Den regnigaste månaden är juli, med i genomsnitt 264 mm nederbörd, och den torraste är januari, med 46 mm nederbörd.